# Tratado de Livre-Comércio entre Associação de Nações do Sudeste Asiático e Índia
A Área de Livre Comércio entre a Associação de Nações do Sudeste Asiático e a Índia (AIFTA) é uma área de livre comércio entre os dez Estados membros da Associação de Nações do Sudeste Asiático (ASEAN) e a Índia. O acordo-quadro inicial foi assinado em 8 de outubro de 2003 em Bali, Indonésia. e o acordo final foi celebrado no dia 13 de agosto de 2009. A zona de comércio livre entrou em vigor em 1 de janeiro de 2010. A Índia sediou a última Cimeira comemorativa ASEAN-India em Nova Deli, em 20-21 de dezembro de 2012. A partir de 2011-12, o comércio bilateral entre a Índia e a ASEAN foi de US$ 79,86 bilhões superando a meta de US$ 70 bilhões.

## Fundo
A Área de Livre-Comércio entre a Associação de Nações do Sudeste Asiático e a Índia surgiu de um interesse mútuo de ambas as partes em expandir os seus laços econômicos na região da Ásia-Pacífico. A Política de atender o Leste, da Índia, foi correspondida por interesses semelhantes de muitos países da ASEAN em também expandir suas interações para o oeste, especialmente para o Subcontinente indiano.
Depois da Índia tornar-se um parceiro de diálogo sectorial da ASEAN em 1992, a Índia viu seu comércio com a ASEAN aumentar em relação ao seu comércio com o resto do mundo. Entre 1993 e 2003, o comércio bilateral entre a ASEAN e a Índia cresceu a uma taxa anual de 11,2%, passando de US $ 2,9 bilhões em 1993 para US $ 12,1 bilhões em 2003. Grande parte do comércio da Índia com a ASEAN é dirigido para Singapura, Malásia e Tailândia, com quem a Índia mantém fortes relações econômicas.
Em 2008, o volume total das relações econômicas entre ASEAN-Índia foi de US$ 47,5 bilhões. A exportação da ASEAN para a Índia foi de US$ 30,1 bilhões - um crescimento de 21,1 por cento em comparação com o ano de 2007. As importações da ASEAN da Índia foram de US$ 17,4 bilhões - um crescimento de 40,2 por cento em comparação com o ano de 2006. Quanto ao investimento estrangeiro direto (IED), a entrada de investimentos da Índia em países membros da ASEAN foi de US$ 476,8 milhões em 2008, representando 0,8 por cento do total de IED na região. O total de IED recebido pela Índia proveniente da ASEAN entre 2000-2008 foi de US$ 1,3 bilhão.
Reconhecendo esta tendência e reconhecendo o potencial económico dos vínculos mais estreitos, ambos os lados reconheceram as oportunidades em aprofundar os laços comerciais e de investimento, e concordaram em negociar um acordo-quadro para pavimentar o caminho para o estabelecimento de uma Área de Livre Comércio entre a ASEAN e a Índia (FTA).